# ويليام إدوارد بيرغن
ويليام إدوارد بيرغن (بالإنجليزية: William Edward Bergin)‏ هو عسكري أمريكي، ولد في 18 مايو 1892 في بويبلو في الولايات المتحدة، وتوفي في 23 يناير 1978.